# Grammotaulius interrogationis
Grammotaulius interrogationis är en nattsländeart som först beskrevs av Zetterstedt 1840.  Grammotaulius interrogationis ingår i släktet Grammotaulius och familjen husmasknattsländor. Inga underarter finns listade i Catalogue of Life.